# 114° westerlengte
114° westerlengte (ten opzichte van de nulmeridiaan) is een meridiaan of lengtegraad, onderdeel van een geografische positieaanduiding in bolcoördinaten. De lijn loopt vanaf de Noordpool naar de Noordelijke IJszee, Noord-Amerika, de Grote Oceaan, de Zuidelijke Oceaan en Antarctica en zo naar de Zuidpool.
De meridiaan op 114° westerlengte vormt een grootcirkel met de meridiaan op 66° oosterlengte. De meridiaanlijn beginnend bij de Noordpool en eindigend bij de Zuidpool gaat door de volgende landen, gebieden of zeeën. 
| Land, gebied of zee      | Nauwkeurigere gegevens                                                             |
| ------------------------ | ---------------------------------------------------------------------------------- |
| Noordelijke IJszee       |                                                                                    |
| Canada                   | Northwest Territories - Brockeiland                                                |
| Ballantynestraat         |                                                                                    |
| Canada                   | Northwest Territories - Emeraldeiland, Melville-eiland                             |
| M'Clurestraat            |                                                                                    |
| Canada                   | Northwest Territories - Victoria-eiland                                            |
| Prince Albert Sound      |                                                                                    |
| Canada                   | deels Northwest Territories deels Nunavut - Victoria-eiland                        |
| Dolphin and Union Strait |                                                                                    |
| Canada                   | Nunavut                                                                            |
| Coronationgolf           |                                                                                    |
| Canada                   | Nunavut, Northwest Territories (dwarst Great Slave Lake), Alberta (dwarst Calgary) |
| Verenigde Staten         | Montana, Idaho, Utah, Arizona                                                      |
| Mexico                   | Sonora                                                                             |
| Golf van Californië      |                                                                                    |
| Mexico                   | Baja California, Baja California Sur                                               |
| Grote Oceaan             |                                                                                    |
| Zuidelijke Oceaan        |                                                                                    |
| Antarctica               | Niet-toegeëigend gebied in Antarctica                                              |